# Cydia ingens
Cydia ingens là một loài bướm đêm thuộc họ Tortricidae. Loài này có ở South-Eastern Bắc Mỹ.
Sâu bướm ăn hạt của cây Pinus palustris.